# Роберт Гвискар
Роберт Гвискар (итал. Roberto il Guiscardo; 1015 — 1085) је био нормански вођа, који је освојио јужну Италију и Сицилију. Био је гроф (1057—1059) и војвода Апулије и Калабрије (1059 — 1085). Оснивач је норманске државе у Италији, која се касније уздиже на ниво краљевства. Освојио је 1071. Бари, последње византијско упориште у Италији. Већину потхвата је остварио у сарадњи са папама.

### Гвискарова браћа
Од 999. до 1042. Нормани у Италији су били обични плаћеници, који су ратовали за Византију или Ломбарде. Онда је Сергије IV Напуљски дао 1029. Раинулфу Дренготу тврђаву у Аверсу, што је била прва норманска база одакле су могли организовано освојити земљу.
Током 1035. стижу Вилијам Отвил (Вилијам Гвоздена Рука) и Дрого Отвил, два најстарија сина Танкреда Отвила, ситног племића из Нормандије. Њих двојица су покушали организовано да одузму Византији Апулију. До 1040. Византија губи велики део Апулије. Мелфи је постао 1042. нормански главни град, а у септембру Нормани бирају Вилијама Отвила као свог грофа. Вилијама наслеђују његова браћа Дрого и Хамфри, који стиже око 1044. године.

### Младост
Роберт Гвискар је био шести син Танкреда Отвила. Роберт долази 1047. године. Било је мало земље у Апулији, тако да Роберт Гвискар није ни могао готово ништа очекивати. Роберт се придружује Пандулфу од Капуе у његовим непрекидним ратовима против Гаимара Салернског. Следеће године напушта Пандулфа због неиспуњених обећања. Није добио замак, који је обећан.
Роберт Гвискар се обраћа свом брату Дрогу Отвилу, од кога тражи и добија замак. Убрзо се Роберт Гвискар премешта у други замак. Роберт Гвискар убрзо показује своје високе квалитете.
Ломбарди су се окренули против својих савезника и папа Лав IX одлучује да протера Нормане.
Удружена папина и царева војска су тешко поражене од Нормана у бици код Сивитате 1053. године. Нормане је предводио Хамфри Отвил, који је заповедао центром против Шваба. Роберт Гвискар је заповедао левим крилом. Робертове јединице су биле резерва. Кад је видио да снаге Хамфија Отвила неуспешно настоје да направе неки продор према папином центру, Роберт са појачањима се укључује у битку, при чему се сам лично истакао. Нормани побеђују у бици, а Роберт Гвискар је јако заслужан за успех.
Због заслуга у тој бици Роберт Гвискар 1057. наслеђује брата Хамфрија Отвила, иако је требало да старија брађа буду наследници.
Роберт Гвискар је са најмлађим братом Руђером I Сицилијанским освојио Апулију и Калабрију. Ричард Аверски за то време осваја Капуу.

### Владавина
Папе су предвиђале да ће имати раскид са Светим римским царевима. Почела је прва фаза борбе за инвеституру. Папе одлучују да признају Нормане и на тај начин осигурају савезнике. На концилу у Мелфију 23. августа 1059. папа Никола II је поставио Роберта Гвискара за војводу Апулије, Калабрије и Сицилије, а Ричарда Аверског за принца Капуе. Роберт је био дакле будући господар Сицилије, ако је освоји, а морао је папи плаћати годишњу ренту.

### Освајање Калабрије
Роберт Гвискар је у доба концила 1059. предводио војску на Калабрију. То је био први велики покушај освајања те грчке провинције на Апенинском полуострву од времена Вилијама Отвила. Освојио је Кариати, Росано и Герас. Само је Ређио остао у грчким рукама, када је Роберт кренуо на Апулију. У Апулији је покушао да уклони византијске гарнизоне У Таранту и Бриндизију. Поново се вратио у Калабрију, где је Руђер I Сицилијански чекао са опсадним справама. Освајањем Ређија и Сциле, отвара се пут за Сицилију.
Руђер I Сицилијански је најпре напао Месину, али Сараценски гарнизон га је лако одбио. Није створена довољно велика инвазиона војска, а Византија је послала појачања. Византијски цар Константин X Дука је послао довољно војске да су харали Апулијом. Током јануара 1061. чак је и Мелфи био под опсадом, па је било нужно да Роџер помогне у бици против Византије. Кад је Роберт Гвискар ударио пуном снагом Грци су се повукли, тако да је Апулија била мирна до маја.

### Кампања на Сицилији
Браћа Роберт Гвискар и Руђер I Сицилијански заузели су 1061. релативно лако Месину. Руђерови људи су се неприметно искрцали преко ноћи изненадивши Сарацене. Гвискарове трупе су се искрцале без отпора и нашле су напуштену Месину. Роберт Гвискар се одмах утврдио у Месини. Сарацени су имали унутрашњих ривалстава, тако да један од сараценских емира постаје нормански савезник у борби против другог.
Војска Роберта Гвискара, Роџера и њиховог сараценског савезника дошла је до централне Сицилије. Победили су Сарацене на више места, али нису успели да заузму тврђаву Ена. Роберт се вратио после тога у Апулију.
Вратио се 1064. и кренуо је равно на Палермо, заобишавши Ену. Међутим није успио. Палермо је пао тек 1072, тако да је пад остатка Сицилије било само питање времена.

### Против Грка
Бари је освојен 1071, а Грци су протерани из јужне Италије. Византија је тиме изгубила задњи посед у јужној Италији.
Територија Салерна је већ била норманска. Роберт заузима Салерно у децембру 1076, истерујући ломбардског принца. Када су Нормани напали Беневенто разљутили су папу Гргура VII, јер је то био његов феуд. Међутим папа Гргур VII је био у сукобу са Хенриком IV, па се поново мири са Норманима.
У Византији су избили сукоби око тога тко ће бити цар. Роберт Гвискар је сањао да заузме део Византије. Он се искрцава 1081. у Валони на подручју драчког темата са 16.000 људи. Код Драча је 18. октобра 1081. цар Алексије I Комнин претрпио тежак пораз од Нормана. Робер Гвискар је до фебруара 1082. заузео Крф и Драч.
Папа Гргур VII се с друге стране Јадрана налазио у проблемима, па му је Роберт морао помагати, јер је био опседнут од стране Хенрика IV (јун 1083). Роберт Гвискар је са 36.000 војника ушао у Рим и присилио је Хенрика да одустане. Три дана су Нормани пљачкали град Рим (мај 1084). После тога Роберт Гвискар доводи папу у Рим. Грађани Рима су били љути на папу Гргура VII због норманске пљачке Рима, па је папа убрзо морао побећи из Рима и склонити се код Нормана.
Робертов син Боемунд био је једно време господар Тесалије, али изгубио је битку код Ларисе против Грка. Роберт се вратио и поново је заузео Крф и Кефалонију, али умро је 15. јула 1085. Цар Алексије I Комнин је постепено потискивао Нормане, док их није потпуно присилио да напусте Балкан после Робертове смрти.

## Породично стабло
|  |                            |  |  |  |  |  |  |  |  |  |  |  |  |  |  |  |
|  | 2. Танкред Отвил           |  |  |  |  |  |  |  |  |  |  |  |  |  |  |  |
|  |                            |  |  |  |  |  |  |  |  |  |  |  |  |  |  |  |
|  |                            |  |  |  |  |  |  |  |  |  |  |  |  |  |  |  |
|  | 1. Роберт Гвискар          |  |  |  |  |  |  |  |  |  |  |  |  |  |  |  |
|  |                            |  |  |  |  |  |  |  |  |  |  |  |  |  |  |  |
|  |                            |  |  |  |  |  |  |  |  |  |  |  |  |  |  |  |
|  | 3. Fressenda of Hauteville |  |  |  |  |  |  |  |  |  |  |  |  |  |  |  |
|  |                            |  |  |  |  |  |  |  |  |  |  |  |  |  |  |  |
|  |                            |  |  |  |  |  |  |  |  |  |  |  |  |  |  |  |